# Crossotus inermis
Crossotus inermis là một loài bọ cánh cứng trong họ Cerambycidae.